# Хёндон и Тэчжун
Хёндон и Тэчжун (кор. 형돈이와 대준이, англ. Hyungdon and Daejun) — южнокорейский дуэт, сформированный в 2012 году компанией D.I. Music. Дебют состоялся 29 мая 2012 года с синглом «올림픽대로 (Olympic Expressway)».

## Дискография

### Мини-альбомы
| Название                                         | Информация об альбоме                                                                                   | Пиковая позиция в чартах | Продажи                 |
| Название                                         | Информация об альбоме                                                                                   | KOR                      | Продажи                 |
| ------------------------------------------------ | --- | ------------------------ | ----------------------- |
| Gangsta Rap Volume 1 (껭스타랩 볼륨1)            | - Выпущен: 5 июня 2012 года - Лейбл: D.I. Music, LOEN Entertainment - Формат: CD, цифровая загрузка     | 23                       | Республика Корея: 1,392 |
| Sweet Gangsta Rap Volume 1 (스윗 껭스타랩 볼륨1) | - Выпущен: 22 февраля 2013 года - Лейбл: D.I. Music, LOEN Entertainment - Формат: CD, цифровая загрузка | 18                       | Республика Корея: 567   |
| Dark Gangsta Rap Volume 1 (닭크 껭스타랩 볼륨1)  | - Выпущен: 28 августа 2014 года - Лейбл: D.I. Music, LOEN Entertainment - Формат: CD, цифровая загрузка | 24                       | Республика Корея: 617   |

### Синглы
| Название                                                         | Год  | Пикова позиция в чартах | Продажи                     | Альбом                                    |
| Название                                                         | Год  | KOR                     | Продажи                     | Альбом                                    |
| ---------------------------------------------------------------- | ---- | ----------------------- | --------------------------- | ----------------------------------------- |
| «Olympic Expressway» (올림픽대로)                                | 2012 | 8                       | Республика Корея: 536,568   | Gangsta Rap Volume 1                      |
| «The Gloomy Song» (안좋을때 들으면 더 안좋은 노래)               | 2012 | 7                       | Республика Корея: 1,562,281 | Gangsta Rap Volume 1                      |
| «Oh Yeah!» (오,예!)                                              | 2012 | 20                      | Республика Корея: 325,191   | Не сингл                                  |
| «Meet Me» (나 좀 만나줘)                                         | 2013 | 36                      | Республика Корея: 120,794   | Sweet Gangsta Rap Volume 1                |
| «Get Out» (꺼져)                                                 | 2013 | 47                      | Республика Корея: 76,046    | Sweet Gangsta Rap Volume 1                |
| «Hemansahang» (희맨사항)                                         | 2013 | 45                      | Республика Корея: 72,658    | Sweet Gangsta Rap Volume 1                |
| «Park You» (박규)                                                | 2014 | 33                      | Республика Корея: 53,738    | Dark (dalk -chicken) Gangsta Rap Volume 1 |
| «Real Bad Girl» (확실하네)                                       | 2014 | 96                      | Республика Корея: 24,621    | Dark (dalk -chicken) Gangsta Rap Volume 1 |
| «Choice» (결정) с IU                                             | 2016 | 22                      | Республика Корея: 108,632   | Не сингл с альбома                        |
| «Sexy Side» (예스빠라삐)                                         | 2016 | —                       | Нет информации              | Не сингл с альбома                        |
| «Rap Impossible» (한 번도 안 틀리고 누구도 부르기 어려운 노래)   | 2017 | —                       | Нет информации              | Не сингл с альбома                        |
| «Meet The Rose» (장미대선) с Ли Чжин А                           | 2017 | —                       | Нет информации              | Не сингл с альбома                        |
| «Mountain Rabbit» (산토끼) с Rose Motel                          | 2017 | —                       | Нет информации              | Не сингл с альбома                        |
| «The King of Math» (중2 수학은 이걸로 끝났다)                    | 2018 | —                       | Нет информации              | Не сингл с альбома                        |
| «Secret Love Song» (니가 듣고 싶은 말)                           | 2018 | —                       | Нет информации              | Не сингл с альбома                        |
| «Can’t Live Without You» (그대 없이는 못 살아) (с Ки из Lovelyz) | 2019 | —                       | Нет информации              | Не сингл с альбома                        |
| «MUMBLE»                                                         | 2019 | —                       | Нет информации              | MUMBLE                                    |
| «Back 2 Me» (그린비 그미)                                        | 2019 | —                       | Нет информации              | MUMBLE                                    |

### Другие песни, попавшие в чарты
| Название                      | Год  | Пиковая позиция в чартах | Продажи                   | Альбом              |
| Название                      | Год  | KOR                      | Продажи                   | Альбом              |
| ----------------------------- | ---- | ------------------------ | ------------------------- | ------------------- |
| «Yes Or No» (되냐 안되냐)     | 2012 | 42                       | Республика Корея: 227,822 | Gangsta Rap Bloom 1 |
| «Hanshim Cart Bar» (한심포차) | 2012 | 50                       | Республика Корея: 178,859 | Gangsta Rap Bloom 1 |